# Christian Pollas
Christian Pollas est un astronome français né en 1947 ayant travaillé à l'observatoire de la Côte d'Azur.

## Découvertes
Christian Pollas a découvert ou codécouvert (avec Eric Elst) des dizaines d'astéroïdes, dont notamment l'astéroïde Aton (65679) 1989 UQ, l'astéroïde Apollon (4179) Toutatis et l'astéroïde Amor (9950) ESA. Il a également découvert de nombreuses supernovas.
L'astéroïde (4892) Chrispollas a été nommé en son honneur.
| (4179) Toutatis             | 4 janvier 1989   |     |
| (5164) Mullo                | 20 novembre 1984 |     |
| (7296) Lamarck              | 8 août 1992      | [1] |
| (8009) Béguin               | 25 janvier 1989  |     |
| (9950) ESA                  | 8 novembre 1990  |     |
| (14015) Senancour           | 16 janvier 1994  | [1] |
| (14016) Steller             | 16 janvier 1994  | [1] |
| (16403) 1984 WJ1            | 20 novembre 1984 |     |
| (16674) Birkeland           | 16 janvier 1994  | [1] |
| (17562) 1994 BG4            | 16 janvier 1994  | [1] |
| (19241) 1994 BH4            | 16 janvier 1994  | [1] |
| (29311) Lesire              | 16 janvier 1994  | [1] |
| (30936) Basra               | 16 janvier 1994  | [1] |
| (30937) Bashkirtseff        | 16 janvier 1994  | [1] |
| (30938) Montmartre          | 16 janvier 1994  | [1] |
| (30939) Samaritaine         | 16 janvier 1994  | [1] |
| (32772) 1986 JL             | 11 mai 1986      |     |
| (37644) 1994 BN3            | 16 janvier 1994  | [1] |
| (42501) 1992 YC             | 17 décembre 1992 |     |
| (42521) 1994 BO3            | 16 janvier 1994  | [1] |
| (43846) 1993 PV8            | 15 août 1993     | [1] |
| (48564) 1994 BL3            | 16 janvier 1994  | [1] |
| (52413) 1994 BF4            | 16 janvier 1994  | [1] |
| (65679) 1989 UQ             | 26 octobre 1989  |     |
| (136745) 1995 WL8           | 29 novembre 1995 |     |
| (173134) 1994 YP2           | 27 décembre 1994 |     |
| - [1] avec Eric Walter Elst |                  |     |